# Craidorolț
Craidorolț é uma comuna romena localizada no distrito de Satu Mare, na região histórica da Transilvânia. A comuna possui uma área de 93.52 km² e sua população era de 2115 habitantes segundo o censo de 2007.